# 2. ŽNL Osječko-baranjska NS Osijek 2004./05.
Ligu je osvojio NK LIV Vladislavci, ali u kvalifikacijama za 1. ŽNL Osječko-baranjsku nije izborio plasman u viši rang. Iz lige je u 3. ŽNL Osječko-baranjsku NS Osijek ispao NK Šubić Vuka, koji je izbačen iz lige.

## Tablica
| Mj. | Klub                      | Sus.                                                      | Pobj.                                                     | Ner.                                                      | Por.                                                      | GR.                                                       | Bod.                                                      |
| --- | ------------------------- | --------------------------------------------------------- | --------------------------------------------------------- | --------------------------------------------------------- | --------------------------------------------------------- | --------------------------------------------------------- | --------------------------------------------------------- |
| 1.  | NK LIV Vladislavci        | 24                                                        | 20                                                        | 3                                                         | 1                                                         | 80:28                                                     | 63                                                        |
| 2.  | NK TANK Slavonac Tenja    | 24                                                        | 16                                                        | 6                                                         | 2                                                         | 73:27                                                     | 54                                                        |
| 3.  | NK BSK Bijelo Brdo        | 24                                                        | 13                                                        | 6                                                         | 5                                                         | 54:28                                                     | 45                                                        |
| 4.  | NK LIO Osijek             | 24                                                        | 14                                                        | 1                                                         | 9                                                         | 60:49                                                     | 43                                                        |
| 5.  | NK Radnik Josipovac       | 24                                                        | 9                                                         | 8                                                         | 7                                                         | 59:49                                                     | 35                                                        |
| 6.  | NK Gibarac '95 Čokadinci  | 24                                                        | 10                                                        | 5                                                         | 9                                                         | 46:38                                                     | 35                                                        |
| 7.  | NK Radnički Dalj          | 24                                                        | 11                                                        | 0                                                         | 13                                                        | 38:55                                                     | 33                                                        |
| 8.  | NK Laslovo '91            | 24                                                        | 9                                                         | 4                                                         | 11                                                        | 54:57                                                     | 31                                                        |
| 9.  | NK Fortuna VNO Osijek     | 24                                                        | 9                                                         | 1                                                         | 14                                                        | 53:68                                                     | 28                                                        |
| 10. | NK Dunav Dalj             | 24                                                        | 7                                                         | 6                                                         | 11                                                        | 47:48                                                     | 27                                                        |
| 11. | NK Mursa-Zanatlija Osijek | 24                                                        | 6                                                         | 2                                                         | 16                                                        | 53:76                                                     | 20                                                        |
| 12. | NK Klas Čepin             | 24                                                        | 5                                                         | 3                                                         | 16                                                        | 40:81                                                     | 18                                                        |
| 13. | NK BSK Beketinci          | 24                                                        | 3                                                         | 3                                                         | 18                                                        | 22:75                                                     | 12                                                        |
| 14. | NK Šubić Vuka             | izbačen iz prvenstva nakon nedolaska na dvije utakmice ↓0 | izbačen iz prvenstva nakon nedolaska na dvije utakmice ↓0 | izbačen iz prvenstva nakon nedolaska na dvije utakmice ↓0 | izbačen iz prvenstva nakon nedolaska na dvije utakmice ↓0 | izbačen iz prvenstva nakon nedolaska na dvije utakmice ↓0 | izbačen iz prvenstva nakon nedolaska na dvije utakmice ↓0 |

## Rezultati
| NK Radnik Josipovac - NK Šubic Vuka 5:2 ↓1 NK BSK Bijelo Brdo - NK Radnički Dalj 0:1 NK Klas Čepin - NK Laslovo '91 3:5 NK LIO Osijek - NK Mursa-Zanatlija Osijek 4:0 NK Fortuna VNO Osijek - NK LIV Vladislavci 2:5 NK Dunav Dalj - NK Gibarac '95 Čokadinci 2:0 NK BSK Beketinci - NK TANK Slavonac Tenja 0:1 | NK BSK Beketinci - NK Dunav Dalj 0:7 NK Gibarac '95 Čokadinci - NK Fortuna VNO Osijek 4:0 NK LIV Vladislavci - NK LIO Osijek 2:0 NK Mursa-Zanatlija Osijek - NK Klas Čepin 5:0 NK Laslovo '91 - NK BSK Bijelo Brdo 1:1 NK Radnički Dalj - NK Radnik Josipovac 2:4 NK TANK Slavonac Tenja - NK Šubic Vuka -:- ↓2 | NK Fortuna VNO Osijek - NK BSK Beketinci 2:0 NK LIO Osijek - NK Gibarac '95 Čokadinci 1:0 NK Klas Čepin - NK LIV Vladislavci 1:3 NK BSK Bijelo Brdo - NK Mursa-Zanatlija Osijek 3:2 NK Radnik Josipovac - NK Laslovo '91 1:1 NK Šubic Vuka - NK Radnički Dalj 2:6 ↓3 NK Dunav Dalj - NK TANK Slavonac Tenja 1:1 |
| NK BSK Beketinci - NK LIO Osijek 1:1 NK Dunav Dalj - NK Fortuna VNO Osijek 0:1 NK Gibarac '95 Čokadinci - NK Klas Čepin 3:1 NK LIV Vladislavci - NK BSK Bijelo Brdo 2:1 NK Mursa-Zanatlija Osijek - NK Radnik Josipovac 0:2 NK Laslovo '91 - NK Šubic Vuka -:- ↓4 NK TANK Slavonac Tenja - NK Radnički Dalj 6:0 | NK Klas Čepin - NK BSK Beketinci 3:2 NK LIO Osijek - NK Dunav Dalj 2:0 NK BSK Bijelo Brdo - NK Gibarac '95 Čokadinci 2:0 NK Radnik Josipovac - NK LIV Vladislavci 2:2 NK Radnički Dalj - NK Laslovo '91 2:1 NK Fortuna VNO Osijek - NK TANK Slavonac Tenja 1:4 NK Mursa-Zanatlija Osijek slobodan               | NK BSK Beketinci - NK BSK Bijelo Brdo 1:0 NK Dunav Dalj - NK Klas Čepin 4:2 NK Fortuna VNO Osijek - NK LIO Osijek 1:4 NK Gibarac '95 Čokadinci - NK Radnik Josipovac 4:1 NK Mursa-Zanatlija Osijek - NK Radnički Dalj 3:0 NK TANK Slavonac Tenja - NK Laslovo '91 7:3 NK LIV Vladislavci slobodan               |
| NK Radnik Josipovac - NK BSK Beketinci 10:1 NK BSK Bijelo Brdo - NK Dunav Dalj 1:0 NK Klas Čepin - NK Fortuna VNO Osijek 4:2 NK Radnički Dalj - NK LIV Vladislavci 2:3 NK Laslovo '91 - NK Mursa-Zanatlija Osijek 1:4 NK LIO Osijek - NK TANK Slavonac Tenja 3:2 NK Gibarac '95 Čokadinci slobodan              | NK Dunav Dalj - NK Radnik Josipovac 3:3 NK Fortuna VNO Osijek - NK BSK Bijelo Brdo 5:2 NK LIO Osijek - NK Klas Čepin 4:2 NK Gibarac '95 Čokadinci - NK Radnički Dalj 4:1 NK LIV Vladislavci - NK Laslovo '91 1:0 NK TANK Slavonac Tenja - NK Mursa-Zanatlija Osijek 4:2 NK BSK Beketinci slobodan               | NK Radnički Dalj - NK BSK Beketinci 3:1 NK Radnik Josipovac - NK Fortuna VNO Osijek 3:2 NK BSK Bijelo Brdo - NK LIO Osijek 4:1 NK Laslovo '91 - NK Gibarac '95 Čokadinci 2:2 NK Mursa-Zanatlija Osijek - NK LIV Vladislavci 3:3 NK Klas Čepin - NK TANK Slavonac Tenja 2:4 NK Dunav Dalj slobodan               |
| NK BSK Beketinci - NK Laslovo '91 1:3 NK Dunav Dalj - NK Radnički Dalj 1:2 NK LIO Osijek - NK Radnik Josipovac 3:2 NK Klas Čepin - NK BSK Bijelo Brdo 0:6 NK Gibarac '95 Čokadinci - NK Mursa-Zanatlija Osijek 3:1 NK TANK Slavonac Tenja - NK LIV Vladislavci 2:4 NK Fortuna VNO Osijek slobodan               | NK Mursa-Zanatlija Osijek - NK BSK Beketinci 4:0 NK Laslovo '91 - NK Dunav Dalj 5:3 NK Radnički Dalj - NK Fortuna VNO Osijek 5:0 NK Radnik Josipovac - NK Klas Čepin 6:2 NK LIV Vladislavci - NK Gibarac '95 Čokadinci 2:1 NK BSK Bijelo Brdo - NK TANK Slavonac Tenja 2:2 NK LIO Osijek slobodan               | NK BSK Beketinci - NK LIV Vladislavci 0:2 NK Dunav Dalj - NK Mursa-Zanatlija Osijek 4:2 NK Fortuna VNO Osijek - NK Laslovo '91 4:2 NK LIO Osijek - NK Radnički Dalj 4:1 NK BSK Bijelo Brdo - NK Radnik Josipovac 3:2 NK TANK Slavonac Tenja - NK Gibarac '95 Čokadinci 3:1 NK Klas Čepin slobodan               |
| NK Gibarac '95 Čokadinci - NK BSK Beketinci 2:0 NK LIV Vladislavci - NK Dunav Dalj 2:0 NK Mursa-Zanatlija Osijek - NK Fortuna VNO Osijek 4:4 NK Laslovo '91 - NK LIO Osijek 2:3 NK Radnički Dalj - NK Klas Čepin 4:1 NK Radnik Josipovac - NK TANK Slavonac Tenja 2:2 NK BSK Bijelo Brdo slobodan               | NK Radnički Dalj - NK BSK Bijelo Brdo 0:3 NK Laslovo '91 - NK Klas Čepin 1:0 NK Mursa-Zanatlija Osijek - NK LIO Osijek 6:2 NK LIV Vladislavci - NK Fortuna VNO Osijek 3:2 NK Gibarac '95 Čokadinci - NK Dunav Dalj 2:1 NK TANK Slavonac Tenja - NK BSK Beketinci 3:0 NK Radnik Josipovac slobodan               | NK Dunav Dalj - NK BSK Beketinci 1:1 NK Fortuna VNO Osijek - NK Gibarac '95 Čokadinci 1:2 NK LIO Osijek - NK LIV Vladislavci 1:2 NK Klas Čepin - NK Mursa-Zanatlija Osijek 3:1 NK BSK Bijelo Brdo - NK Laslovo '91 3:0 NK Radnik Josipovac - NK Radnički Dalj 3:0 NK TANK Slavonac Tenja slobodan               |
| NK BSK Beketinci - NK Fortuna VNO Osijek 3:4 NK Gibarac '95 Čokadinci - NK LIO Osijek 1:2 NK LIV Vladislavci - NK Klas Čepin 10:0 NK Mursa-Zanatlija Osijek - NK BSK Bijelo Brdo 1:2 NK Laslovo '91 - NK Radnik Josipovac 1:0 NK TANK Slavonac Tenja - NK Dunav Dalj 2:0 NK Radnički Dalj slobodan              | NK LIO Osijek - NK BSK Beketinci 3:0 NK Fortuna VNO Osijek - NK Dunav Dalj 2:3 NK Klas Čepin - NK Gibarac '95 Čokadinci 2:2 NK BSK Bijelo Brdo - NK LIV Vladislavci 1:1 NK Radnik Josipovac - NK Mursa-Zanatlija Osijek 5:1 NK Radnički Dalj - NK TANK Slavonac Tenja 0:3 NK Laslovo '91 slobodan               | NK BSK Beketinci - NK Klas Čepin 2:1 NK Dunav Dalj - NK LIO Osijek 1:5 NK Gibarac '95 Čokadinci - NK BSK Bijelo Brdo 1:1 NK LIV Vladislavci - NK Radnik Josipovac 5:0 NK Laslovo '91 - NK Radnički Dalj 5:1 NK TANK Slavonac Tenja - NK Fortuna VNO Osijek 5:1 NK Mursa-Zanatlija Osijek slobodan               |
| NK BSK Bijelo Brdo - NK BSK Beketinci 6:0 NK Klas Čepin - NK Dunav Dalj 2:2 NK LIO Osijek - NK Fortuna VNO Osijek 4:1 NK Radnik Josipovac - NK Gibarac '95 Čokadinci 2:1 NK Radnički Dalj - NK Mursa-Zanatlija Osijek 0:3 NK Laslovo '91 - NK TANK Slavonac Tenja 1:4 NK LIV Vladislavci slobodan               | NK BSK Beketinci - NK Radnik Josipovac 2:2 NK Dunav Dalj - NK BSK Bijelo Brdo 2:2 NK Fortuna VNO Osijek - NK Klas Čepin 3:1 NK LIV Vladislavci - NK Radnički Dalj 3:1 NK Mursa-Zanatlija Osijek - NK Laslovo '91 1:4 NK TANK Slavonac Tenja - NK LIO Osijek 5:0 NK Gibarac '95 Čokadinci slobodan               | NK Radnik Josipovac - NK Dunav Dalj 2:2 NK BSK Bijelo Brdo - NK Fortuna VNO Osijek 1:3 NK Klas Čepin - NK LIO Osijek 3:2 NK Radnički Dalj - NK Gibarac '95 Čokadinci 3:1 NK Laslovo '91 - NK LIV Vladislavci 3:5 NK Mursa-Zanatlija Osijek - NK TANK Slavonac Tenja 1:6 NK BSK Beketinci slobodan               |
| NK BSK Beketinci - NK Radnički Dalj 0:2 NK Fortuna VNO Osijek - NK Radnik Josipovac 3:0 NK LIO Osijek - NK BSK Bijelo Brdo 1:2 NK Gibarac '95 Čokadinci - NK Laslovo '91 1:1 NK LIV Vladislavci - NK Mursa-Zanatlija Osijek 7:1 NK TANK Slavonac Tenja - NK Klas Čepin 4:1 NK Dunav Dalj slobodan               | NK Laslovo '91 - NK BSK Beketinci 4:0 NK Radnički Dalj - NK Dunav Dalj 2:0 NK Radnik Josipovac - NK LIO Osijek 4:3 NK BSK Bijelo Brdo - NK Klas Čepin 4:1 NK Mursa-Zanatlija Osijek - NK Gibarac '95 Čokadinci 2:5 NK LIV Vladislavci - NK TANK Slavonac Tenja 0:1 NK Fortuna VNO Osijek slobodan               | NK BSK Beketinci - NK Mursa-Zanatlija Osijek 3:0 NK Dunav Dalj - NK Laslovo '91 3:2 NK Fortuna VNO Osijek - NK Radnički Dalj 1:2 NK Klas Čepin - NK Radnik Josipovac 2:2 NK Gibarac '95 Čokadinci - NK LIV Vladislavci 1:4 NK TANK Slavonac Tenja - NK BSK Bijelo Brdo 1:1 NK LIO Osijek slobodan               |
| NK LIV Vladislavci - NK BSK Beketinci 6:1 NK Mursa-Zanatlija Osijek - NK Dunav Dalj 2:5 NK Laslovo '91 - NK Fortuna VNO Osijek 3:2 NK Radnički Dalj - NK LIO Osijek 4:2 NK Radnik Josipovac - NK BSK Bijelo Brdo 0:3 NK Gibarac '95 Čokadinci - NK TANK Slavonac Tenja 0:0 NK Klas Čepin slobodan               | NK BSK Beketinci - NK Gibarac '95 Čokadinci 3:5 NK Dunav Dalj - NK LIV Vladislavci 2:3 NK Fortuna VNO Osijek - NK Mursa-Zanatlija Osijek 6:4 NK LIO Osijek - NK Laslovo '91 5:3 NK Klas Čepin - NK Radnički Dalj 3:0 NK TANK Slavonac Tenja - NK Radnik Josipovac 1:1 NK BSK Bijelo Brdo slobodan               | |